# Giusto Fontanini
Giusto Fontanini (San Daniele del Friuli, 30 ottobre 1666 – Roma, 17 aprile 1736) è stato un arcivescovo cattolico e storico italiano.

## Biografia
Colto prelato ed attento bibliofilo, dal 1697 diviene uno strenuo difensore della Curia Papale, con una posizione reazionaria.
Nel 1708 fu protagonista di una forte controversia tra la Santa Sede e gli Estensi (appena tornati a Modena) per il possesso di Comacchio.
Comacchio era un territorio che la Chiesa si era annesso nel 1598 insieme con il ducato di Ferrara, e che ora Giuseppe I occupava rivendicandolo all'Impero e alla Casa d'Este.
Il conflitto giurisdizionale che ne scaturì fu molto acceso, soprattutto da parte del Fontanini che difendeva le posizioni della Santa Sede e che non risparmiò offese al sacerdote Ludovico Antonio Muratori, suo avversario in quanto consigliere degli estensi.
Questa controversia venne dettagliatamente compendiata nella Piena esposizione dei diritti imperiali ed estensi sopra la città di Comacchio (1712) del Muratori.
In risposta alle obiezioni del Fontanini, Muratori pubblicò i primi saggi Antiquitates italicae e Antichità estensi, con la rivendicazione delle antiche origini del casato.
Con il libero accesso ai documenti vaticani si appropriò di innumerevoli testi.
Compose numerose opere erudite quali De antiquitatibus Hortae coloniae Etruscorum (edizioni 1708, 1723, 1728), Dissertatio de corona ferrea langobardorum, delle masnade ed altri servi secondo l'uso dei Longobardi.

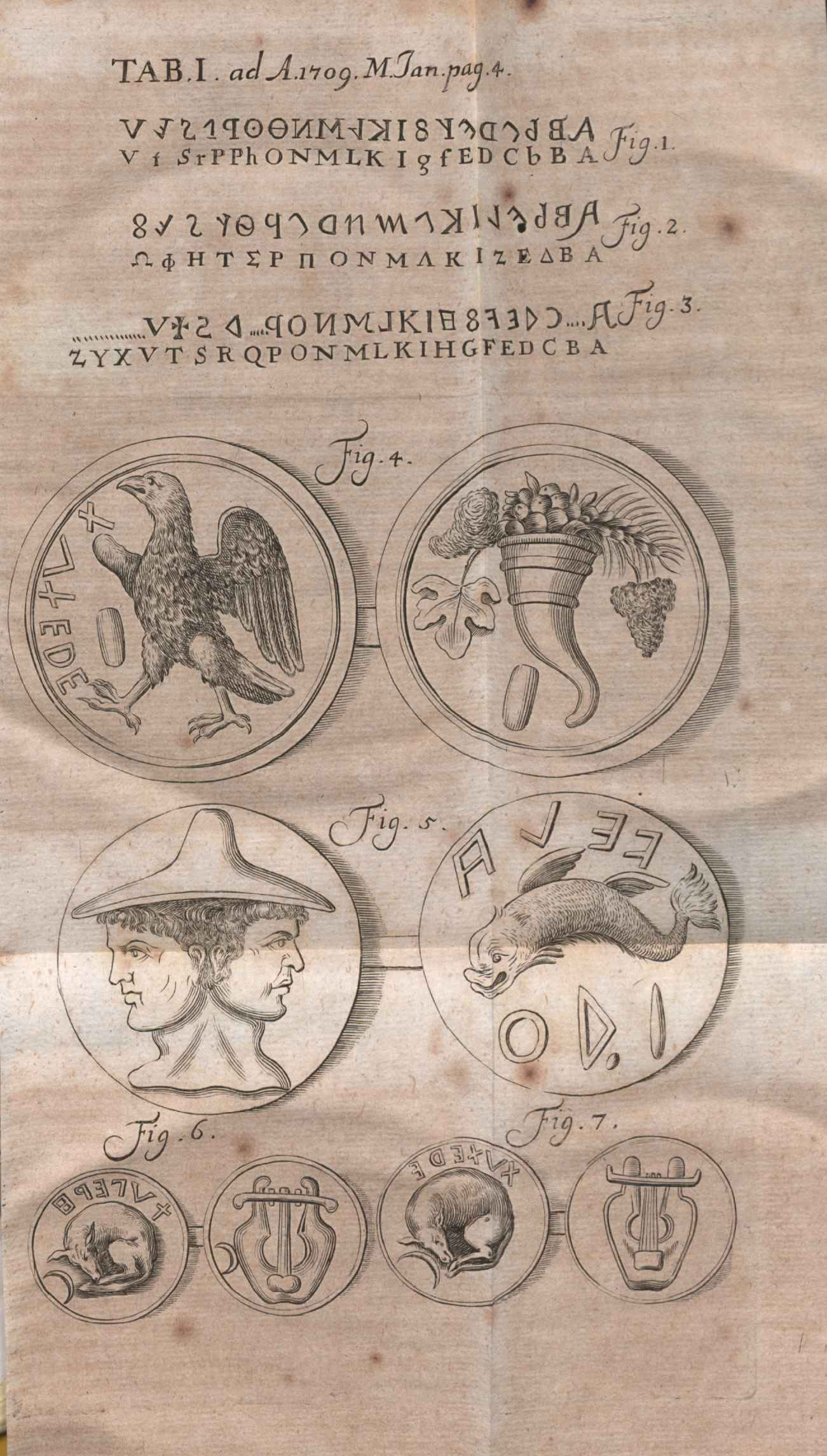
Illustrazione alla recensione de Justi Fontanini Forojuliensis De Antiquitatibus Horti colonii Etruscorum libri duo pubblicata sugli Acta Eruditorum del 1709

La sua opera più importante è la Biblioteca dell'eloquenza italiana (1726), una bibliografia delle lettere, che fu più tardi corretta ed integrata da Apostolo Zeno, storico e poeta (1753).
L'importanza di questo progetto è evidenziata nel sottotitolo: Dove ordinatamente sono disposte le opere stampate in nostra lingua volgare sopra le discipline e le materie principali.
Una classificazione del sapere, quindi, ma con un rivoluzionario piano linguistico: il volgare, ormai lingua nazionale.
Le discipline nelle quali divide la sua Biblioteca dell'eloquenza sono: grammatica, retorica, poesia, drammatici (teatro), lirici, istoria, filosofia, teologia.
Sono presenti, e legittimate, sia opere volgari che le volgarizzazioni di opere antiche.
Le aspre critiche degli intellettuali del tempo per le numerose omissioni ed imprecisioni non diminuiscono il valore di questa Biblioteca, che è riconosciuta come il primo passo di sistemazione delle opere italiane.
La grande importanza del materiale storico raccolto è forse la più grande testimonianza di quanto Giusto Fontanini sia riconosciuto come uno tra gli esponenti più considerevoli degli eruditi ed intellettuali del suo tempo.

## Genealogia episcopale
La genealogia episcopale è:
- Cardinale Scipione Rebiba
- Cardinale Giulio Antonio Santori
- Cardinale Girolamo Bernerio, O.P.
- Arcivescovo Galeazzo Sanvitale
- Cardinale Ludovico Ludovisi
- Cardinale Luigi Caetani
- Cardinale Ulderico Carpegna
- Cardinale Paluzzo Paluzzi Altieri degli Albertoni
- Papa Benedetto XIII
- Arcivescovo Giusto Fontanini